# Ewan Mitchell
Ewan Robert Mitchell (Derby, 8 de março de 1997) é um ator britânico. Ele é conhecido por seus papéis no drama de época da ITV The Halcyon (2017), o drama medieval The Last Kingdom (2017–2022), a série da BBC World on Fire (2019–) e a série de fantasia da HBO House of the Dragon (2022-). Ele também apareceu na série Trigger Point (2022) e no filme de Claire Denis High Life (2018). 

## Carreira
Mitchell começou sua carreira de ator em 2015, estrelando os curtas Stereotype e Fire. Mais tarde, ele estrelou os filmes Just Charlie (2017) de Rebekah Fortune e High Life (2018) de Claire Denis.  Em 2022, ele foi contratado para estrelar o filme original da Amazon Prime Video de Emerald Fennell Saltburn. 
Na televisão, Mitchell fez sua estréia no drama de época da ITV de 2017, The Halcyon, como Billy Taylor. Ele teve seu papel de destaque no drama histórico da BBC Two e Netflix The Last Kingdom como Osferth, um papel que ele interpretaria da segunda à quinta temporada. Em 2019, ele estrelou como Tom Bennett no drama da BBC One World on Fire, da Segunda Guerra Mundial.  Em 2022, ele apareceu no drama criminal Trigger Point. Mais tarde naquele ano, Mitchell começou a interpretar o príncipe Aemond Targaryen na série de fantasia da HBO House of the Dragon, uma prequela de Game of Thrones e adaptação do livro de George RR Martin, Fire and Blood.  Seu desempenho na série recebeu elogios da crítica.     

## Filmografia

### Filme
| Ano  | Título         | Função        | Notas          |
| ---- | -------------- | ------------- | -------------- |
| 2015 | Estereótipo    | Scott Bamford | Curta metragem |
| 2015 | Incêndio       | Jack          | Curta metragem |
| 2017 | Apenas Charlie | Jasão         |                |
| 2018 | Alta Vida      | Ettore        | [ 2 ]          |
| 2019 | Perseguidor    | Caçador       | Curta metragem |

### Televisão
| Ano           | Título           | Função           | Notas                                     |
| ------------- | ---------------- | ---------------- | ----------------------------------------- |
| 2017          | O Halcyon        | Billy Taylor     | Função principal                          |
| 2017          | Grantchester     | Abraão           | 1 episódio                                |
| 2017          | Médicos          | Genyen           | 1 episódio ("Almoço Grátis")              |
| 2017–2022     | O Último Reino   | Osferth          | Papel principal (série 2–5); 28 episódios |
| 2019–presente | Mundo em chamas  | Tom Bennett      | Papel principal; 6 episódios              |
| 2022-presente | Ponto de gatilho | Billy Washington | 3 episódios                               |
| 2022-presente | Casa do dragão   | Aemond Targaryen | Papel principal; 3 episódios              |